# 수원 구 부국원
수원 구 부국원(水原 舊 富國園)은 대한민국 경기도 수원시 팔달구 교동에 있는 일제강점기의 건축물이다. 2017년 10월 23일 대한민국의 국가등록문화재 제698호로 지정되었다.

## 개요
부국원(富國園)은 1916년 설립된 회사로 주로 농작물 종자와 종묘, 농기구, 비료 등을 판매하였다. 교동사거리에서 수원향교 방향 골목길에 있다. 지상 2층에 벽돌 조적조로 구조부를 만들었으며, 2층 바닥은 철근 콘크리트조로 만들었고, 건물 정면과 후면에 3층 높이의 박공벽을 세웠다. 현재는 내부 지붕층을 개조하여 3층으로 만들어 사용하고 있다. 건물이 많이 노후되었으나 특별한 개보수 등을 하지 않아 옛 모습을 그대로 간직하고 있다.
｢수원 구 부국원｣은 옛 가로(街路)의 근대적 경관 형성과 도시의 역사적 변화를 보여주는 옛 관청 건물로 근대기 농업행정과 농업연구의 중심지로서 수원의 역사와 정체성을 말해주는 건물이다.
건축시기에 대한 정확한 기록은 찾을 수 없고, 1923년 발간된 「水原」(酒井政之助 저)에 외관 사진이 찍힌 것으로 보아, 그 이전에 신축된 것은 확실하며, 일제강점기 농작물 종자·종묘·농기구·비료 등을 판매하던 주식회사 부국원의 본사로 사용하던 사무소였다.
해방 이후 1952년〜1956년에 이르기까지 수원법원과 검찰 임시청사로 사용되었다. 1957년에서 1960년에 이르기까지는 수원시 교육지원청, 1974년에는 공화당 경기도당 청사, 1979년 수원예총으로 이용되었다가 1981년에는 박 내과의원으로 사용되는 등 수원의 역사적, 도시 변화와 함께 한 건물이라고 할 수 있다.

## 등록 사유
근대기 농업행정과 농업연구의 중심지로서 수원의 역사와 정체성을 말해주며 옛 가로의 근대 적 경관 형성과 도시의 역사적 변화를 보여주는 건물이다.

## 참고 자료
- 수원 구 부국원 - 국가유산청 국가유산포털